# La Croix-en-Touraine
La Croix-en-Touraine är en kommun i departementet Indre-et-Loire i regionen Centre-Val de Loire i de centrala delarna av Frankrike. Kommunen ligger i kantonen Bléré som tillhör arrondissementet Tours. År 2022 hade La Croix-en-Touraine 2 484 invånare.

## Befolkningsutveckling
Antalet invånare i kommunen La Croix-en-Touraine
Referens:INSEE